# Pucheng (1873-1932)
Pucheng (溥偁), premier Dingdai (顶戴) (1873 - 1932), était un prince et haut fonctionnaire mandarin chinois qui fut responsable en chef de la garde impériale de la cour intérieure de la cité interdite,,.